# Моисеенко, Татьяна Ивановна
Татьяна Ивановна Моисеенко (род. 8 июля 1949, Ставрополь) — учёный-гидролог, доктор биологических наук, профессор, член-корреспондент РАН (1997).

## Биография
Родилась 8 июля 1949 года.
В 1971 году — окончила биологический факультет Ростовского государственного университета.
В 1975 году — окончила аспирантуру при Мурманском морском биологическом институте (Кольский филиал Академии наук СССР), и прошла путь от младшего научного сотрудника до руководителя группы водных проблем.
В 1984 году — защитила кандидатскую диссертацию, тема: «Влияния загрязнения вод на рыб озера Имандра» (под грифом «для служебного пользования»). До 1990-х годов все исследования по изучению влияния загрязнения на природные объекты были закрыты или существовали «для служебного пользования», поскольку автоматические попадали под статью о «неразглашении больших масштабов бесхозяйственной деятельности», чем и является загрязнение вод. Поэтому результаты исследований были закрыты для печати или публиковались в редуцированном виде.
В 1988 году правительством было принято решение о создании в Кольском научном центре Института проблем промышленной экологии Севера, в котором Моисеенко становится руководителем лаборатории водных экосистем.
В 1992 году — защитила докторскую диссертацию, тема: «Экотоксикологические основы нормирования антропогенных нагрузок на водоемы», а в 1993 году — присвоена степень доктора биологических наук.
В 1996 году — присуждено учёное звание профессора.
В 1997 году — избрана членом-корреспондентом РАН.
В 1999 году — по приглашению директора Института водных проблем РАН академика М. Г. Хубларяна начинает работать заместителем директора по научной работе института, одновременно формируя новую лабораторию гидроэкологии.
С 2010 года — работает в Институте геохимии и аналитической химии имени В. И. Вернадского РАН, куда пришла по приглашению директора, академика Э. М. Галимова, и возглавила Отдел биогеохимии и экологии, одновременно — Лабораторию эволюционной биогеохимии и геоэкологии.
С 2010 по 2012 год — руководитель лаборатории Тюменском государственном университете «Качества вод, устойчивости экосистем и экотоксикологии».
С 2013 по 2016 год — заместитель директора Института геохимии и аналитической химии имени В. И. Вернадского РАН по научной работе.

## Научная деятельность
Специалист в области экологии водных ресурсов северных районов России.
В аспирантуре вела исследования экологических последствий загрязнения вод суши на озере Имандра.
На основе результатов этих исследований была защищена кандидатская диссертация (1984 год, под грифом «для служебного пользования»). До 1990-х годов все исследования по изучению влияния загрязнения на природные объекты были закрыты или существовали «для служебного пользования», поскольку автоматические попадали под статью о «неразглашении больших масштабов бесхозяйственной деятельности», чем и является загрязнение вод. Поэтому результаты исследований были закрыты для печати или публиковались в редуцированном виде.
В период работы в Институте проблем промышленной экологии Севера основала научную школу по водной экологии, изучающую формирование качества вод в условиях антропогенных нагрузок и ответных реакций биологических систем на загрязнение.
В период работы в Институте водных проблем РАН организовала широкомасштабные исследования на Европейской части России в рамках проекта «Survey lakes» вдоль трансекты от тундры до аридных зон, которые дали понимание преобразований химического состава вод в глобальной шкале, выявили зональную специфику развития процессов закисления и эвтрофирования, обогащения вод металлами.
Создатель теории критических нагрузок на поверхностные воды суши.
Победитель открытого публичного конкурса на получение мегагранта для развития фундаментальной науки в вузах страны (2010 год).
С 2012 года — руководитель экспертной группы по направлениям «Науки о Земле» и «Рациональное природопользование».
С 2012 по 2015 год — член Совета по науке и образованию РФ, который возглавляет Президент России.
Была включена в международную комиссию представителей национальных комитетов по проблеме влияния воздушного загрязнения на воды суши (ICP-Water), назначена экспертом от России в международном проекте по исследованию Арктики (АМАР) и соруководитель от России в ряде европейских проектов (МОLАR, LIMPACs и других), а также двухсторонних проектов с различными институтами США, Финляндии, Норвегии и Швеции.
Автор более чем 300 научных трудов, в том числе 12 монографий.
Под её руководством защищено 9 докторских и 26 кандидатских диссертаций.

### Основные монографии
- Моисеенко Т. И., Гашкина Н. А., Дину М. И. Закисление вод: уязвимость и критические нагрузки. М.: URSS, 2017
- Моисеенко Т. И. Водная экотоксикология: теоретические и прикладные аспекты. М.: Наука, 2009
- Моисеенко Т. И., Гашкина Н. А. Формирование химического состава вод озёр в условиях изменения окружающей среды. М.: Наука, 2010
- Моисеенко Т. И., Кудрявцева Л. П., Гашкина Н. А. Рассеянные элементы в поверхностных водах суши: технофильность, биоаккумуляция и экотоксикология. М.: Наука, 2006.
- Моисеенко Т. И. Закисление вод: факторы, механизмы и экологические последствия. М: Наука, 2003.
- Моисеенко Т. И., Лукин А. А., Кудрявцева Л. П. и др. Антропогенные модификации экосистемы озера Имандра. М: Наука, 2002.
- Моисеенко Т. И. Теоретические основы нормирования антропогенных нагрузок на водоемы Субарктики. Апатиты: Изд-во Кольского научного центра РАН, 1997.

## Награды
- Медаль ордена «За заслуги перед Отечеством» II степени (1999)
- Диплом 1 степени КНЦ РАН (1999) — за развитие экологического направления в исследованиях вод суши Севера и создание в КНЦ РАН научной школы
- Главная премия МАИК «Наука/Интерпериодика» (совместно с М. Г. Хубларяном, за лучшие публикации 2000 года в области наук о Земле) — за цикл работ, посвященных развитию теории критических антропогенных нагрузок
- Лауреат программы Фулбрайта (2005)